# The Amanda Show
The Amanda Show är en komediserie med Amanda Bynes i huvudrollen, som ursprungligen sändes från 1999 till 2002. Serien har visats på bland annat barnkanalen Nickelodeon.